# Siège de Namur (1692)
Pour les articles homonymes, voir Siège de Namur.
Guerre de la Ligue d'Augsbourg
Batailles
- Philippsbourg (1688)
- Sac du Palatinat (1689)
- Baie de Bantry (1689)
- Mayence (1689)
- Walcourt (1689)
- Fleurus (1690)
- Cap Béveziers (1690)
- La Boyne (1690)
- Limerick (1690)
- Staffarda (1690)
- Québec (1690)
- Coni (1691)
- Mons (1691)
- Leuze (1691)
- Aughrim (1691)
- La Hougue (1692)
- Namur (1692)
- Steinkerque (1692)
- Lagos (1693)
- Neerwinden (1693)
- La Marsaille (1693)
- Charleroi (1693)
- Saint-Malo (1693)
- Rivière Ter (1694)
- Camaret (1694)
- Texel (1694)
- Dieppe (1694)
- Bruxelles (1695)
- Namur (1695)
- Dogger Bank (1696)
- Carthagène (1697)
- Barcelone (1697)
- Baie d'Hudson (1697)

Le siège de Namur est un épisode de la guerre de la Ligue d'Augsbourg au cours duquel les armées françaises commandées par Boufflers et Vauban, en présence du roi Louis XIV en personne, assiègent pendant un mois la ville de Namur, alors dans les Pays-Bas espagnols. La ville et le château, solidement fortifiés mais avec une garnison réduite, se rendent successivement les 5 et 30 juin 1692. Ce siège, bien que perturbé par des pluies diluviennes, est largement exploité par la propagande du Roi-Soleil.

## Le siège

### Préliminaires

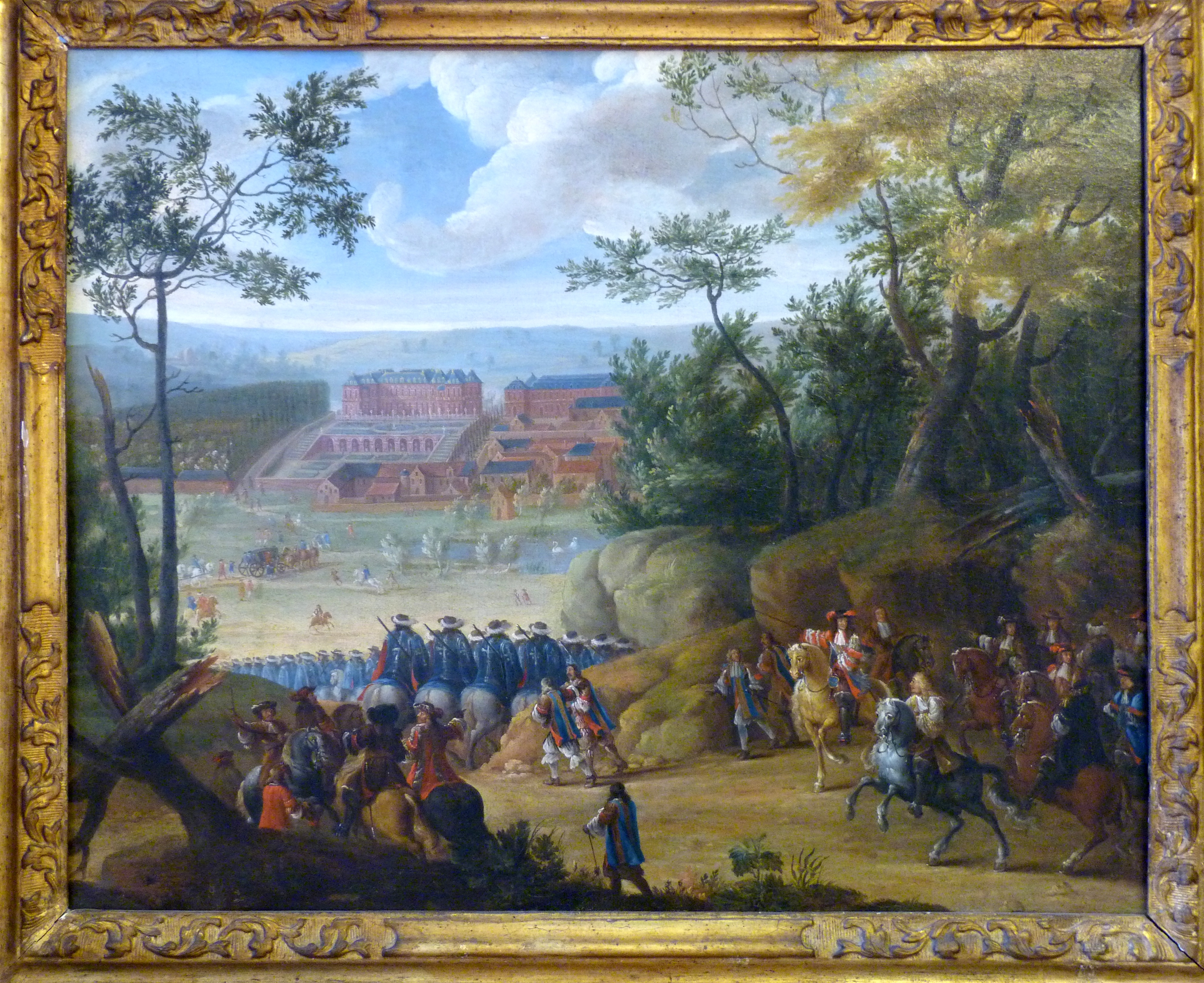
Louis XIV passant en revue les mousquetaires du roi devant le palais de Versailles, toile d'Adam Frans van der Meulen, 1668.

En 1692, pendant la guerre de la Ligue d'Augsbourg, Louis XIV entreprend d'envahir les Pays-Bas espagnols pour rabaisser la coalition conduite par Guillaume d'Orange-Nassau, stathouder des Provinces-Unies, qui, par la révolution de 1688, a renversé Jacques II d'Angleterre, allié de Louis XIV. L'opération est minutieusement préparée : Vauban a réuni des cartes, des  plans, s'est rendu lui-même incognito sur place pour reconnaître les lieux ; un officier adverse, le baron de Bressey, capturé lors d'un coup de main français près de Namur, a révélé ce qu'il savait de la place. Les provisions et équipements nécessaires à un grand siège sont préparés dans le plus grand secret. La cour part de Versailles le 10 mai 1692 dans un grand cortège de carrosses sans que personne, hors le roi et son état-major, sache quelle ville est visée. Les grands seigneurs de la cour, le duc de Chartres, les princes du sang, les princes légitimés sont invités à prendre leur part de gloire avec les militaires de la maison du roi.
Une armée de 36 000 hommes commandée par le maréchal de Luxembourg est chargée de couvrir le siège contre une possible attaque extérieure tandis que l'armée principale, 76 000 hommes  sous le commandement du roi en personne, encercle la ville. L'ingénieur en chef du roi, Vauban, est responsable des opérations de siège.

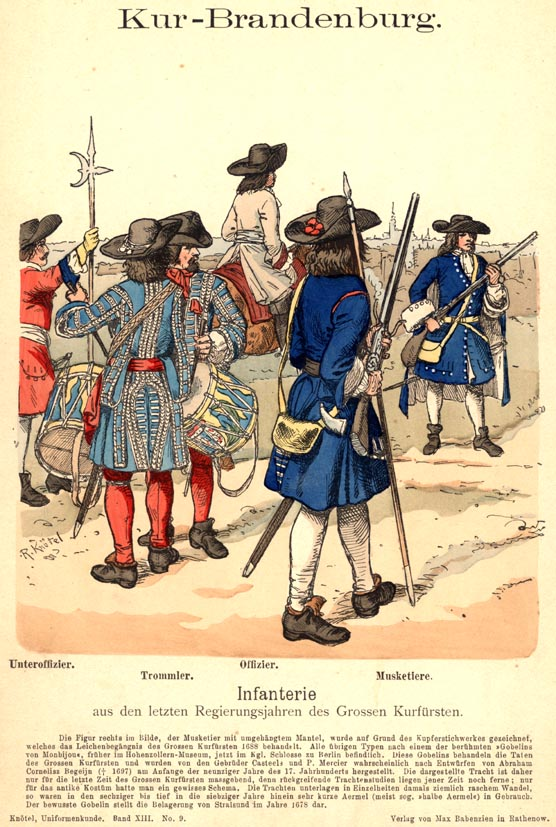
Soldats de l'armée brandebourgeoise au début du XVIIIe s., dessin de Richard Knötel, 1890.

En face, la garnison de la Ligue ne compte que 6 000 à 8 000 hommes commandés par Octave Ignace d'Arenberg-Barbançon. Selon Jean Martin de La Colonie, alors jeune ingénieur français livrant sa première campagne et qui passera plus tard au service de l'Électeur de Bavière, la plus grande partie est espagnole, « très faible et délabrée, et composée d'assez mauvaises troupes » ; les seules bonnes unités, en petit nombre, sont fournies par les alliés brandebourgeois et hessois. Selon la Biographie nationale de Belgique, la garnison comptait trois tercios espagnols, 4 régiments wallons, 2 de Brandebourg, 3 d'infanterie hollandaise et 200 hommes de cavalerie, de dragons et d'une compagnie libre, le tout totalisant tout au plus 7 000 hommes.
Menno van Coehoorn, ingénieur militaire des Provinces-Unies et rival de Vauban, a dirigé les travaux de fortification, formant une quintuple enceinte, et construit le fort Guillaume, nommé en l'honneur du roi Guillaume d'Orange et qu'il se charge de défendre avec ses propres unités, six régiments des Provinces-Unies,.
Guillaume d'Orange, chef de la coalition anglo-hollandaise, ne réagit pas d'abord à l'entrée de l'armée française aux Pays-Bas espagnols : il réserve ses forces pour faire face au corps expéditionnaire français rassemblé dans le Cotentin et destiné à restaurer Jacques II. Mais la flotte française est écrasée le 29 mai à la bataille de la Hougue, nouvelle qui atteint les Pays-Bas quelques jours plus tard. Guillaume s'abstient pourtant de risquer une bataille et laisse Louis XIV terminer le siège de Namur.

### Les travaux du siège

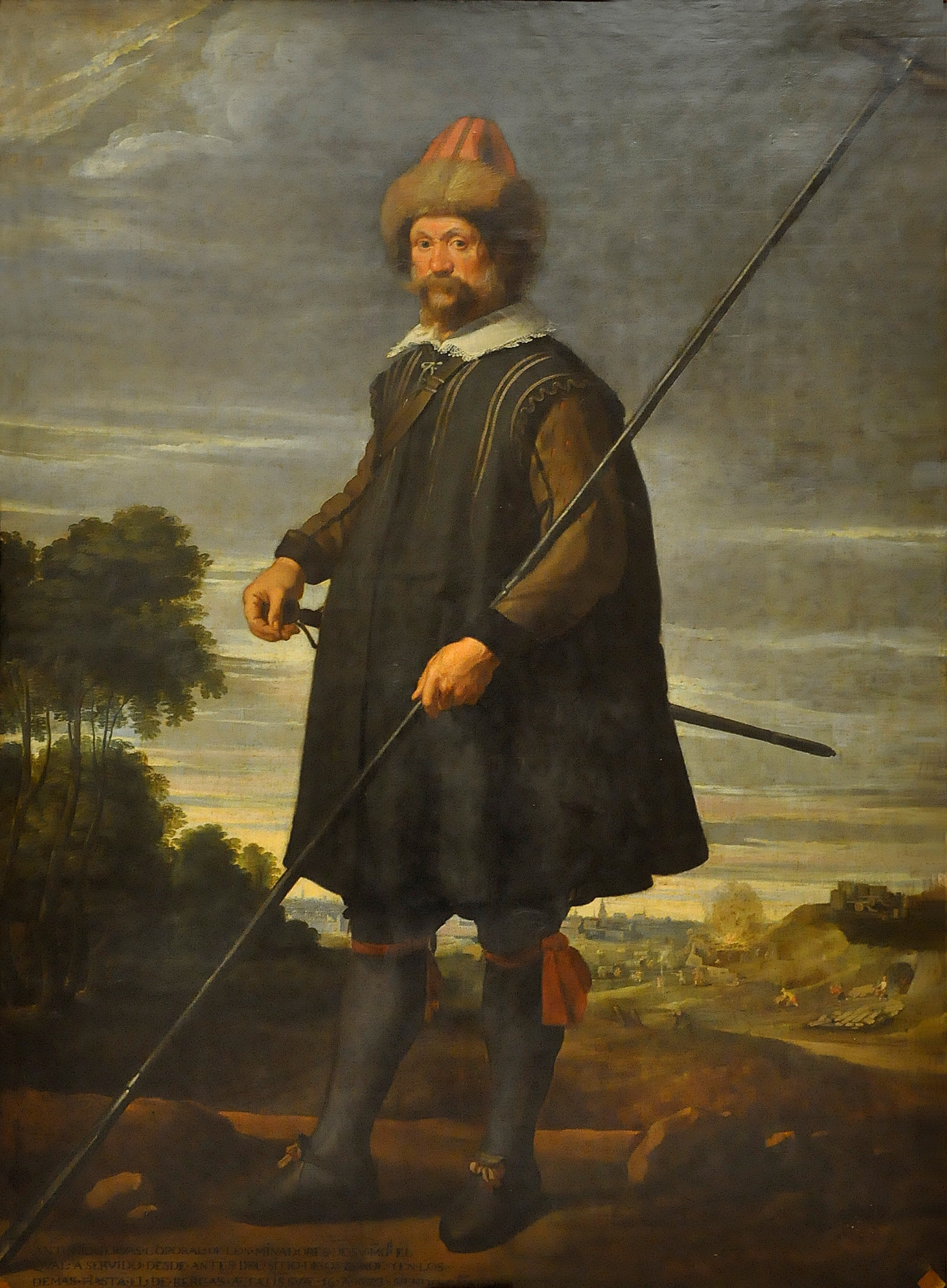
Un caporal sapeur de l'armée espagnole : la longue perche sert à allumer des charges explosives. Toile de Pieter Snayers (1592-1667)

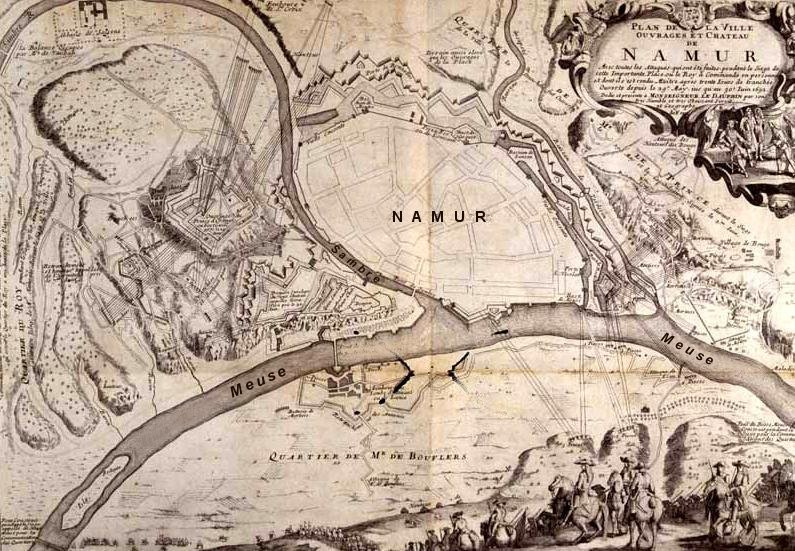
Plan du Siège de Namur, gravure française destinée au Grand Dauphin (1661-1711), fils de Louis XIV.

La ville est investie le 25 mai et la tranchée est ouverte dans la nuit du 29 au 30 mai
,. Après quelques jours de résistance, la ville capitule le 5 juin mais la garnison se retire dans le fort Guillaume et le château de Namur, positions naturelles très fortes qui dominent l'enceinte. Les Français acceptent une convention selon laquelle les civils de Namur seront respectés, les belligérants s'abstiendront de bombarder la ville et ne tenteront ni tirs ni assauts sur la ligne fortifiée qui sépare celle-ci du château.

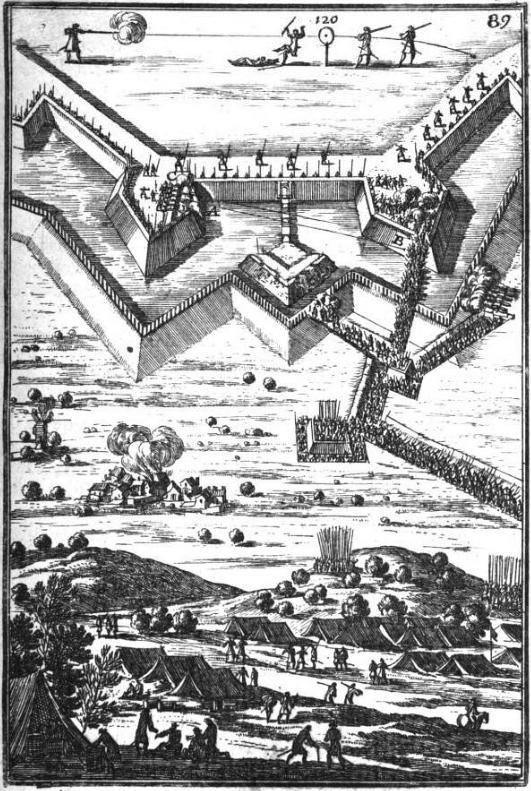
Travaux de siège et soldats rangés sur le rempart, dessin d'Alain Manesson Mallet, 1684.

Les travaux du siège sont fortement perturbés par des pluies diluviennes décrites par le duc de Saint-Simon, dans ses Mémoires, par Vauban et par Jean-Martin de La Colonie. Celui-ci insiste sur les souffrances des hommes, épuisés par la boue et la faim, et la forte mortalité des chevaux, nourris de feuillages faute de fourrage. Ces intempéries, annonciatrices de mauvaises récoltes, seront une des causes de la grande famine de 1693-1694.
Le fort de La Cachotte est pris d'assaut le 12 juin. Cependant, le retranchement du château est presque inaccessible depuis l'extérieur de l'enceinte et les Français, épuisés par la pluie et le manque de provisions, songent à lever le siège. Louis XIV, sur la prière de Vauban, envisage de rompre sa parole et lancer un assaut depuis la ville, beaucoup plus accessible. Entretemps, les Français resserrent l'encerclement du fort Guillaume où Coehoorn, blessé à la tête, finit par capituler le 22 juin. Il se rend avec les honneurs de la guerre et la garnison du fort, 1 200 hommes et 80 officiers, est évacuée vers Gand,.

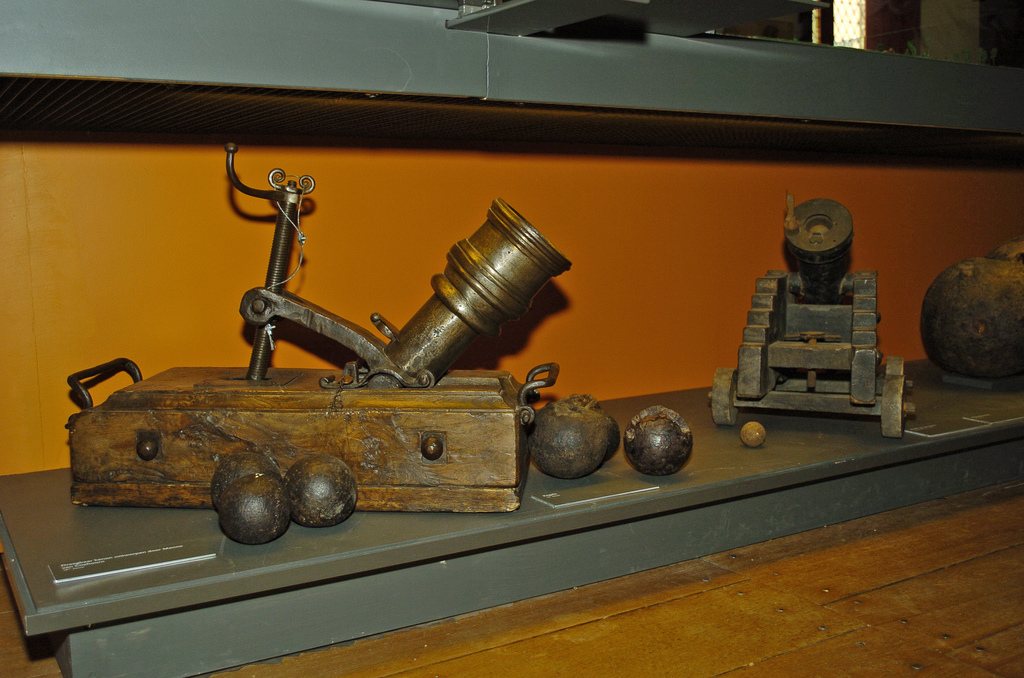
Le mortier Coehoorn, arme de siège mise au point par l'ingénieur Coehoorn.

Les Français continuent de harceler la garnison du château : ils la bombardent depuis le fort Guillaume et s'emparent de la contrescarpe
. Dans la nuit du 29 au 30 juin, un grenadier français, étonné de l'absence de réaction des assiégés, escalade le rempart par une brèche et s'aperçoit que ce passage n'est pas gardé car les défenseurs, épuisés par la pluie et les explosions répétées, sont allés se reposer au sec. Un détachement français grimpe sur la terrasse et capture un soldat qui leur montre l'entrée du corps de garde et révèle où sont cachées les charges explosives destinées à faire sauter l'assaillant. Dans la journée, les Français se répandent dans le château, les défenseurs battent la chamade et capitulent avec les honneurs de la guerre. La garnison, fortement réduite par les morts et les désertions, ne comptait plus que 400 Espagnols, 300 Wallons, 600 Brandebourgeois et 600 Hollandais. Le 1er juillet 1692, elle sort du château, le gouverneur Barbançon en tête, tambour battant et mèche allumée, et passe entre deux chefs militaires français, le prince de Condé et le maréchal d'Humières, et une haie de gardes-françaises, gardes suisses et soldats de l'infanterie française. Les Espagnols emmènent avec eux 4 canons et 2 mortiers et les Hollandais, deux canons.

Guillaume d'Orange à la tête de son armée, gravure hollandaise, Histoire de Guillaume III, 1703.

## Conséquences
La perte de Namur donne lieu à de nombreuses critiques aux Pays-Bas du Sud et dans les pays alliés où beaucoup reprochent à Guillaume III de n'avoir pas risqué de bataille pour la sauver. Dans plusieurs villes, les Hollandais sont insultés. L'électeur Maximilien-Emmanuel de Bavière, gouverneur des Pays-Bas espagnols, ordonne une commission d'enquête sur la conduite des commandants de la place. Barbançon doit se rendre à Madrid pour se défendre devant le conseil royal. Il en revient réintégré dans son grade et meurt au combat à la bataille de Neerwinden le 29 juillet 1693.
En Grande-Bretagne, la perte de Namur, suivie de peu par la bataille indécise de Steinkerque où les Anglo-Hollandais doivent se retirer avec de lourdes pertes, provoque une chute de popularité de Guillaume et de son gouvernement. Au Parlement d'Angleterre, les Whigs et les Tories s'entendent pour déposer, le 22 décembre 1692, le Place Bill qui interdit aux ministres et à leurs adjoints, les placemen, de se faire élire à la Chambre ; ce projet de loi est rejeté par la Chambre des Lords en janvier 1693 mais, en revanche, les Communes votent les Triennial Acts qui rendent obligatoire une session du Parlement chaque année et une élection une fois tous les trois ans.

## Récits des contemporains
À l'issue du siège, Coehoorn a l'occasion de rencontrer Vauban qui le félicite d'avoir eu l'honneur de résister au « plus grand roi du monde », à quoi Coehoorn répond que sa plus grande fierté est d'avoir obligé son adversaire à déplacer sept fois ses batteries au cours du siège.
Coehoorn prendra sa revanche trois ans plus tard en dirigeant les troupes alliées de la Ligue d'Augsbourg qui reprendront la ville lors du siège de 1695.

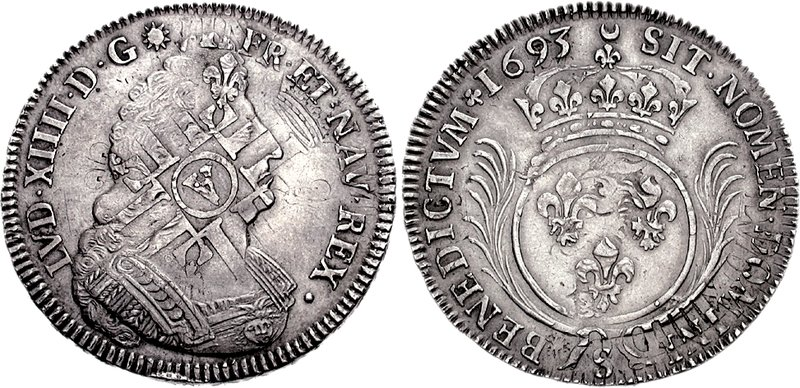
Écu d'or de Louis XIV, 1693.

C'est le dernier siège auquel Louis XIV, âgé de 53 ans, assiste en personne et il fait l'objet d'une publicité étendue pour rehausser la gloire du souverain : Te Deum dans toutes les villes de France, inscriptions et médailles, comptes-rendus imprimés dans la Gazette de France et le Mercure Galant. Les toiles commandées à Jean-Baptiste Martin, Sébastien Leclerc, comme la gravure réalisée par Nicolas Langlois, mettent en valeur la figure triomphale du roi.
Depuis le début de la guerre, les Hollandais et leurs alliés ne s'étaient pas privés d'attaquer Louis XIV dans des pamphlets et des caricatures comme celles de Romeyn de Hooghe. La prise de Namur donne l'occasion aux Français de répliquer. Guillaume d'Orange est tourné en dérision dans des chansons et des madrigaux pour n'avoir pas su défendre Namur, : 

« Guillaume sur sa grande jument

Vient avec un grand armement

Secourir le pays flamand.

Devant Namur le roi l’attend,

Et Luxembourg en fait autant.

S’il peut chasser Louis le Grand

Je lui donnerai un merle blanc. »

« Le prince d'Orange est un homme habile,

Il sait les tours les plus fins:

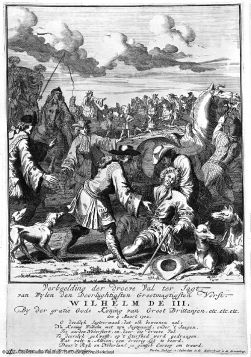
Guillaume d'Orange tombé de cheval, gravure néerlandaise, 1702.

Pour ne pas perdre à sa barbe une ville,

Il se fait raser tous les matins. »

« […] Flamands, Hollandais, vous voyez

Jusqu'où va son courage:

Pour le bien de ses Alliés,

Il met tout en usage;

Car voyant Namur aux abois,
 
Pour contenter Bavière,

N'a-t-il pas fait semblant, deux fois,
 
De passer la rivière ? […]. »

Une chanson compare Guillaume (d'Orange-Nassau) à Icare, précipité pour avoir défié le soleil :

« Monsieur le prince de Nassau

A pris son vol un peu trop haut;

De cet Icare,

De ce barbare,

La cire fond […]. »

Une caricature française compare l'effet des victoires françaises sur les Espagnols à celui d'une pilule laxative :

« L'ESPAGNOL : Grâce à leur vertu purgative,

Depuis que j'en ai pris, j'ai tout lâché sous moi;

Mons, Namur… Ouf! je crains que quelque autre ne suive,

Je n'en puis plus, je vais rendre aussi Charleroi. »

Le poète Jean Racine, engagé comme historiographe royal, accompagne l'armée pendant le siège dont il doit écrire le récit. Il correspond avec son ami Nicolas Boileau, resté à Paris et qui, en plus de son activité d'historiographe, est chargé de lui consacrer une ode à la manière de Pindare. Racine, à l'intention de Boileau, insiste sur l'ampleur des travaux dirigés par Vauban et ironise sur le contraste entre ce laborieux chantier et les exploits héroïques rêvés par les gentilshommes : « La vérité est que notre tranchée est quelque chose de prodigieux, embrassant à la fois plusieurs montagnes et plusieurs vallées, avec infiniment de tours et de retours, presque autant qu'il y a de rues à Paris. Les gens de la cour commençaient à s'ennuyer de voir si longtemps remuer la terre. » Il apprécie la valeur de l'adversaire et salue la prudence de Vauban : « Vous voyez par là à quels gens nous avions affaire, et que l'art et les précautions de M. de Vauban ne sont pas inutiles pour épargner bien des braves gens qui s'iraient faire tuer mal à propos. »

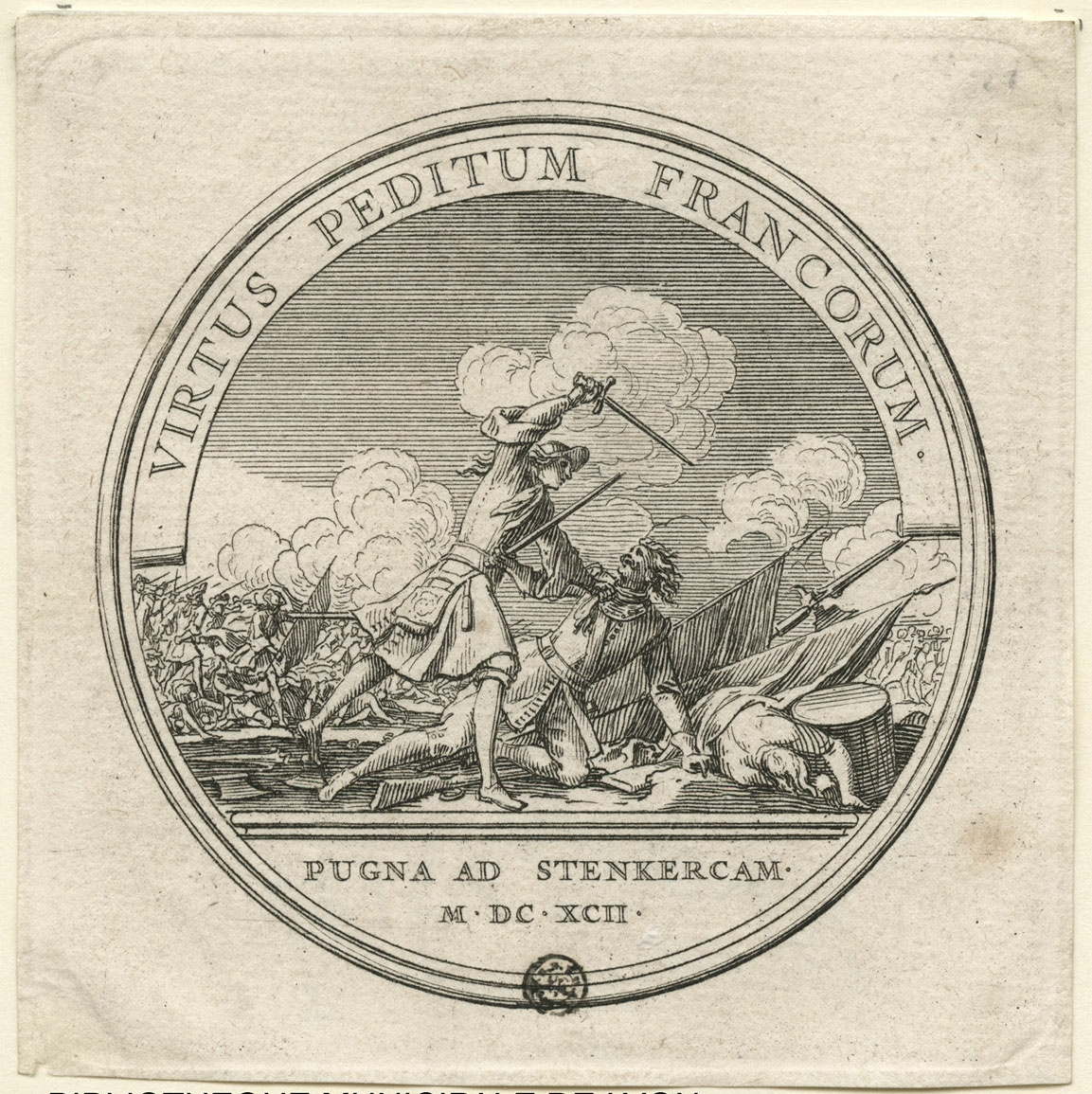
La bataille de Steinkerque, conclusion victorieuse de la campagne de 1692, gravure de Sébastien Leclerc, v. 1692.

Il rappelle en passant les préceptes de Lucien de Samosate qui, dans son petit traité La manière d'écrire l'histoire, recommande de ne jamais rabaisser l'adversaire pour mieux faire ressortir la gloire du vainqueur. Son récit officiel du siège met ainsi en valeur la bravoure du souverain qui s'expose en personne pour commander l'assaut : « La contenance fière des ennemis, qu'on voyait en bataille derrière ces retranchements et qui avaient tout l'air de se préparer à une résistance vigoureuse, obligea le roi de leur opposer ses meilleures troupes, et de se transporter lui-même sur la hauteur, pour régler l'ordre de l'attaque ». Cependant, pour ne pas porter ombrage à la gloire du souverain, le récit public de Racine ne fait que deux brèves mentions de Vauban, l'une le 7 juin lorsqu'il accompagne le roi pour une reconnaissance, l'autre le 14 juin lorsqu'il organise l'attaque en compagnie du prince de Soubise, commandant de service du jour. De son côté, Boileau, en composant son ode, s'inquiète de savoir s'il doit citer le nom du maréchal de Luxembourg.
Vauban, dans une relation manuscrite inédite destinée à Michel Le Peletier de Souzy, directeur des fortifications, donne une grande abondance de précisions techniques mais évite tout commentaire sur l'action du roi ou de ses principaux officiers. Dans sa conclusion, sous l'apparence de la louange, il se montre inquiet des suites possibles de ce succès : « Le Roy n'a pas laissé de la [Namur] prendre et de triompher de la manière la plus glorieuse qui fut jamais, fasse le Ciel que cet Auguste prince surmonte toujours ses ennemis avec le même bonheur ».
Racine, dans ses lettres à Boileau, note des détails bruts qui rappellent les gravures de Jacques Callot et qui ne se retrouveront pas dans la relation publiée : 

« L'un avait le bras en écharpe ; l'autre la mâchoire à demi emportée, avec la tête bandée d'une écharpe noire : ce dernier est un chevalier de Malte. Je vis aussi huit prisonniers qu'on amenait du chemin couvert : ils faisaient horreur. Un avait un coup de bayonnette dans le côté ; un autre un coup de mousquet dans la bouche ; les six autres avaient le visage et les mains toutes brûlées du feu qui avait pris à la poudre qu'ils avaient dans leurs havresacs. »

Racine, dans ses lettres, insiste sur la bravoure des soldats français mais aussi sur leur piété et leur désintéressement : un grenadier français, pour venger la mort de son lieutenant, tue un officier ennemi, fils d'un grand d'Espagne, qui le suppliait de le mettre à rançon. La messe au camp français est servie par des mousquetaires qui, malgré leur réputation turbulente, montrent une dévotion exemplaire. Vauban, dans son journal, cite un abbé, aumônier de la troupe, qui « est tous les jours dans la tranchée, encourageant les soldats, exhortant, confessant les mourants, donnant de l’argent ». Le Mercure galant, Racine et le journal de Dangeau fustigent la conduite déloyale des jésuites de Namur qui dissimulent les bombes cachées dans les maisons par les Espagnols ; le roi, en punition, envoie leur recteur à Dole, et Racine ajoute que ce châtiment fut trouvé trop léger.

### Sources et bibliographie
- « BARBANÇON (Octave-Ignace de Ligne-Arenberg, prince de) », dans Biographie nationale, Bruxelles, Académie royale des sciences, des lettres et des beaux-arts, 1866 (lire en ligne), p. 699-703.
- Emmanuel Bury, « Racine historiographe : théorie et pratique de l'écriture historique » in Ronald W. Tobin, Racine et/ou le classicisme, University of California, Tübingen, 2001
- Baptiste Capefigue, Louis XIV, son gouvernement et ses relations diplomatiques avec l'Europe, Bruxelles, Adolphe Wahlen, 1843 (ISBN 978-1293100936, lire en ligne).
- Jean-Martin de La Colonie, Mémoires de Monsieur de la Colonie, maréchal de camp des armées de l'Électeur de Bavière, t. 1, Utrecht, 1738 (lire en ligne), p. 32-50.
- (en) John A. Lynn, The Wars of Louis XIV, 1667–1714, Longman, 1999.
- « COEHORN (Menno, baron de) », dans Nouvelle biographie générale depuis les temps les plus reculés, t. 11, Paris, Firmin Didot, 1855 (lire en ligne), p.33-36.
- Michèle Virol, « Le siège de Namur de 1692 : l'héroïsme et la technique », Dix-septième siècle, no 228,‎ mars 2005, p. 465-488 (DOI 10.3917/dss.053.0465, lire en ligne, consulté le 23 octobre 2022)
- Michèle Virol, Vauban : De la gloire du roi au service de l'État, Paris, Champ Vallon (1re éd. 2007) (ISBN 978-2876734647, lire en ligne)